# Корнелії Лентули
Лентула (лат. Lentulus, мн.  Lentuli) — когномен  давньоримського роду Корнеліїв.
Назва когномена, можливо  етруського походження;  Пліній стверджує, що засновники роду культивували  сочевицю, за що й одержали прізвисько, утворене від лат. lens (мн.  lentes) — «сочевиця».
Перші відомості про представників роду з'являються в часи вторгнення  галлів під проводом  Бренна в  390 році до н. е. (або  387 році до н. е.), а саме про патриція- сенатора  Гнеї (або Луції) Корнелії Лентула, який, згідно з Титом Лівієм, при облозі галлами  Капітолія відмовляв інших сенаторів виплачувати викуп і пропонував прориватися зі зброєю в руках.
Перші відомі представники роду, що зайняли вищі римські магістратури: консул в  327 році до н. е.  Луцій Корнелій Лентул, консул в  303 році до н. е.  Сервій Корнелій Лентул і консул в  275 році до н. е.  Луцій Корнелій Лентул Кавдін.
Цицерон використовував слова  Appietas і  Lentulitas для опису природжених патриціїв. Всі відомі плебеї — носії цього імені, — наприклад, народні трибуни, є вільновідпущениками або їх нащадками.

## Відомі представники
- Гней Корнелій Лентул (V століття до н. е.)
- Гней Корнелій Лентул (IV століття до н. е.)
- Луцій Корнелій Лентул — консул 327 року до н. е.
- Сервій Корнелій Лентул (близько 375 — близько 320 року до н. е.) — дядько Сервія Корнелія Лентула, батько Тиберія Корнелія Лентула і дід Луція Корнелія Лентула Кавдіна
- Тиберій Корнелій Лентул
- Сервій Корнелій Лентул — консул 303 року до н. е.
- Луцій Корнелій Лентул Кавдін — консул 275 року до н. е.
- Луцій Корнелій Лентул Кавдін — консул 237 року до н. е., великий понтифік
- Публій Корнелій Лентул Кавдін — консул 236 року до н. е.
- Публій Корнелій Лентул — претор 214 року до н. е.
- Гней Корнелій Лентул Клодіан — консул 201 року до н. е.
- Луцій Корнелій Лентул — консул 199 року до н. е.
- Сервій Корнелій Лентул — претор Сицилії у 169 році до н. е.
- Публій Корнелій Лентул — консул-суффект 162 року до н. е.
- Публій Корнелій Лентул Кавдін — претор
- Луцій Корнелій Лентул — консул 130 року до н. е.
- Гней Корнелій Лентул — консул 146 року до н. е.
- Публій Корнелій Лентул Марцеллін — монетар близько 100 року до н. е.
- Гней Корнелій Лентул — консул 97 року до н. е.
- Публій Корнелій Лентул Марцеллін — квестор, можливо пропретор Кірени в 75-74 роках до н. е.
- Гней Корнелій Лентул Клодіан — консул 72 року до н. е.
- Публій Корнелій Лентул Сура — учасник змови Катіліни, страчений 5 грудня 63 до н. е.
- Гней Корнелій Лентул Клодіан — претор 59 до н. е.
- Публій Корнелій Лентул Спінтер — консул 57 до н. е.
- Гней Корнелій Лентул Марцеллін — консул 56 до н. е.
- Публій Корнелій Лентул Марцеллін — монетар 50 року до н. е., квестор Гая Юлія Цезаря в 48 році до н. е.
- Луцій Корнелій Лентул Крус — консул 49 до н. е.
- Луцій Корнелій Лентул Крусцелліон — претор 44 до н. е., син Луція Корнелія Лентула Круса
- Луцій Корнелій Лентул — консул-суффект 38 до н. е.
- Публій Корнелій Лентул Спінтер — син Публія Корнелія Лентула Спінтера, учасник змови проти Гая Юлія Цезаря
- Гней Корнелій Лентул — квестор Ахайя в 29 році до н. е.
- Луцій Корнелій Лентул Марцеллін — пасинок Октавіана Августа
- Гней Корнелій Лентул — консул 18 до н. е.
- Публій Корнелій Лентул Марцеллін — консул 18 до н. е.
- Луцій Корнелій Лентул — консул 3 року до н. е.
- Косс Корнелій Лентул — консул 1 року до н. е.
- Публій Корнелій Сципіон Лентул — консул-суффект 2 року
- Сервій Корнелій Лентул Малугінен — консул-суффект 10 року
- Косконія Лентулія Малугінен Галіта — дружина Сервія Корнелія Лентула Малугінена.
- Публій Корнелій Сципіон Лентул — консул-суффект 24 року.
- Косс Корнелій Лентул — консул 25
- Гней Корнелій Лентул Гетуліка — консул 26
- Публій Корнелій Лентул — консул-суффект 27 року.
- Луцій Корнелій Лентул Сципіон — консул-суффект 27
- Гней Корнелій Лентул Гетуліка — консул-суффект 55
- Косс Корнелій Лентул — консул 60
- Косс Корнелій Лентул Гетуліка (близько 25 — близько 75 року) — син Гнея Корнелія Лентула Гетуліка і Апронії.